# Bob Roberts
 Bob Roberts ( Buffalo, Misuri, Estados Unidos, 13 de diciembre de 1889 - ? ) cuyo nombre real era Oren William Roberts fue un director de fotografía con larga actuación en el cine de su país y de la Argentina.

## Filmografía
Director de fotografía
- Sombras blancas  (1928)
- Ya tiene comisario el pueblo (1936)
- Santos Vega (1936)
- Murió el sargento Laprida (1937)
- ...Y los sueños pasan (1939)
- Nativa (1939)
- Corazón de turco (1940)
- El cura gaucho (1941)
- Sinfonía argentina (1942)
- El viejo Hucha (1942)
- La guerra gaucha (1942)
- Todo un hombre (1943)
- Su mejor alumno (1944)
- Se abre el abismo (1944)
- Pampa bárbara (1945)
- Los tres mosqueteros (1945)
- Las tres ratas (1946)
- Viaje sin regreso (1946)
- El puente (1946)
- Madame Bovary (1947)
- Los hijos del otro (1947)
- Historia del 900 (1948)
- Juan Moreira (1948)
- Pobre mi madre querida (1948)
- La serpiente de cascabel (1948)
- La otra y yo (1949)
- El puente (1950)
- Surcos de sangre (1950)
- La barca sin pescador (1950)
- Facundo, el tigre de los llanos (1952)
- El cura Lorenzo (1954)
- Marianela (1955)

Efectos especiales
- La guerra gaucha (1942)
- Cuando florezca el naranjo (1943)

Director de fotografía asociado
- Trader Horn (1931)

Camarógrafo
- Tell It to the Marines (1926)
- Tarzán y su compañera (1934)
- Capitanes intrépidos (1937)

Director
- Rhapsody in Steel (cortometraje documental) (1934)

Asistente de editor
- Esposas frívolas (1922)

Productor
- Rhapsody in Steel (cortometraje documental) (1934)

## Premios
Recibió el premio Cóndor Académico otorgado por la Academia de Artes y Ciencias Cinematográficas de la Argentina por la mejor fotografía por Su mejor alumno (1944)
Por su labor en Pampa bárbara (1945) recibió el Premio Cóndor de Plata a la mejor fotografía de 1946 de la Asociación de Cronistas Cinematográficos de la Argentina compartido con Humberto Peruzzi y José María Beltrán.